# Marcelo Silva (futbolista)
Marcelo Silva  (Temuco, Chile, 1 de marzo de 1960) es un exfutbolista chileno que jugaba de mediocampista, de gran técnica, volante de enlace que jugaba recostado sobre la derecha, volante mixto de quite y llegada.

## Trayectoria
Debutó en 1980 por Deportes Temuco, en 1981 es trasferido al club Universidad de Chile, dirigido por el entrenador Fernando Riera, su primer gol con la camiseta de la «U», lo anotó cerrando el marcador, en el triunfo por 3:0 sobre Colo Colo por la Copa Chile en 1982. 2 años después, Silva volvió a anotar un gol ante los albos, pero esta vez, en el Torneo Nacional de 1984, en noviembre de ese año, cuando los azules vencieron por 2:0.
Se mantiene en el equipo, hasta que logra el ascenso a Primera División en 1989, su presencia fue decisiva, al anotar el gol más importante de la campaña, al abrir el marcador en el triunfo 2:0 sobre Magallanes con 77.000 personas en el Estadio Nacional. A la semana siguiente, lograría el ascenso en Curicó. Finalmente, obtendría el título del ascenso, tras derrotar por penales a Palestino, en un partido de desempate jugado en el Estadio Nacional.
En total vistió la camiseta de la «U» en 291 partidos donde marcó 29 goles. Tras su paso por el equipo laico, en 1991 regresa a Deportes Temuco, en donde forma parte del equipo que se corona como campeón de la Segunda División, logrando el ascenso a la primera división. Sin embargo, tras no renovar su contrato, se retira del fútbol.

## Estadísticas

### Clubes
| Club                 | País  | Año       |
| -------------------- | ----- | --------- |
| Green Cross-Temuco   | Chile | 1980      |
| Universidad de Chile | Chile | 1981-1989 |
| Deportes Temuco      | Chile | 1990-1991 |

### Como entrenador
| Club            | País  | Año  |
| --------------- | ----- | ---- |
| Deportes Temuco | Chile | 2014 |

## Palmarés

#### Campeonatos nacionales
| Título    | Club                 | País  | Año  |
| --------- | -------------------- | ----- | ---- |
| Primera B | Universidad de Chile | Chile | 1989 |
| Primera B | Deportes Temuco      | Chile | 1991 |